# Блакаби, Итан
Итан Аллен Блакаби (англ. Ethan Allen Blackaby; 24 июля 1940, Цинциннати, Огайо — 16 января 2022, Финикс, Аризона) — американский бейсболист и функционер. Играл на позиции аутфилдера. Выступал в Главной лиге бейсбола в составе клуба «Милуоки Брэйвз». После завершения карьеры работал генеральным менеджером клуба «Финикс Джайентс», признавался лучшим руководителем Лиги Тихоокеанского побережья.

## Биография
Итан Блакаби родился 24 июля 1940 года в Цинциннати. Он происходил из спортивной семьи. Его отец Инман Блакаби три года выступал за клуб Американской футбольной лиги «Цинциннати Бенгалс». Сам он играл в футбол во время учёбы в школе в Кантоне, выходил на поле на позициях принимающего и кикера. После окончания школы Блакаби поступил в Иллинойсский университет. Во время учёбы он был основным хавбеком футбольной команды и успешно играл в бейсбол кэтчером и аутфилдером.
В 1961 году Блакаби подписал контракт с клубом «Милуоки» и начал профессиональную карьеру в составе команд младших лиг «Якима Брэйвз» и «Бойсе Брэйвз». Его суммарный показатель отбивания по итогам сезона составил 27,2 %. В 1962 году он стал одним из лучших атакующих игроков «Якимы», отбивая с эффективностью 32,4 %, выбив 13 хоум-ранов и набрав 75 RBI. Благодаря успешному выступлению в сентябре Блакаби был вызван в основной состав «Милуоки». На поле он выходил как пинч-хиттер и выбил два хита при восьми страйкаутах.
Весь сезон 1963 года и большую часть следующего он выступал на уровне AAA-лиги в составе «Денвер Беарс». В первом из них Блакаби отбивал с показателем 27,9 %, произведя благоприятное впечатление на нового главного тренера «Брэйвз» Бобби Брагама. В 1964 году его результативность снизилась, но в заключительной части чемпионата он снова был вызван в основной состав «Милуоки» и сыграл в девяти матчах. В течение следующих пяти лет он играл за различные клубы младших лиг. За девять лет карьеры Блакаби поиграл за тринадцать команд, его итоговый показатель отбивания составил 26,0 %.
Завершив карьеру, он поселился в Финиксе и работал страховым агентом. В 1973 году Блакаби стал одним из совладельцев команды «Финикс Джайентс», аффилированной с «Сан-Франциско», и был назначен её генеральным менеджером. Под его руководством клуб несколько раз бил рекорды посещаемости. В 1974 году он был признан лучшим руководителем в Лиге Тихоокеанского побережья. В конце 1976 года Блакаби и партнёры выкупили клуб у «Сан-Франциско», а также открыли радиостанцию, транслировавшую его матчи. В 1977 году «Финикс» выиграл чемпионат лиги, впервые с конца 1950-х годов.
В 1978 году у клуба сменился владелец, но Блакаби сохранял за собой должность генерального менеджера ещё девять лет. В 1986 и 1987 годах он был совладельцем и руководителем команды «Сан-Антонио Мишнс». В 1997 году, когда в Финиксе появилась команда Главной лиги бейсбола, он работал координатором её предсезонных сборов.
О последних годах его жизни известно немногое. Бывший питчер Джон д’Акисто в Facebook писал о том, что Блакаби страдал от болезни Альцгеймера. Он скончался 16 января 2022 года в возрасте 81 года.